# Parc des Délices
Le parc des Délices est un jardin public situé à Genève, en Suisse.

## Histoire
Le parc a été la propriété de Voltaire entre 1755 et 1765, jusqu'à son départ pour Ferney. En 1929, le parc devient propriété de la ville de Genève qui l'ouvre au public. Dès 1945, un musée consacré à l'écrivain est installé dans la villa située dans le parc. Le Musée Voltaire actuel l'a remplacé en 1954.

## Aujourd'hui
Entre 2005-2008 environ, le parc des Délices a été assez mal fréquenté, un ancien logement pour étudiants ayant été occupé par de nombreuses personnes liées au commerce et la consommation de drogues et d'alcool. Les familles et les voisins délaissaient peu à peu le parc, devenu haut lieu de commerce de drogues, et bruyant de jour comme de nuit. 
En 2010, le Clos Voltaire a été rénové et 31 étudiants de l'Association La Ciguë y ont emmenagé. Par la même occasion, une salle polyvalente ouverte au quartier a été mise à disposition des habitants. 
Depuis, le parc est redevenu un lieu fréquenté par les familles et les habitants du voisinage. Son aire de jeu est particulièrement adaptée aux enfants petits (deux à six ans).
Les Jardins des Délices ont été inaugurés en 2014 dans le parc. Ces jardins sont cultivés de façon collective par les membres d'une Association. Ils produisent des légumes et des fleurs, et se veulent une activité partagée fédératrice des habitants du quartier. Les jardins sont membres du réseau international Les Incroyables Comestibles.